# أسروة كأسية الشكل
أسروة كأسية الشكل (الاسم العلمي: Aseroe poculiformis) هو نوع من الفطريات يتبع جنس الأسروة من فصيلة الفالوسية.